# Annette Klein (Diplomatin)
Annette Klein (* 15. März 1962 in Frankfurt am Main) ist eine deutsche Diplomatin. Sie war von 2022 bis 2025 deutsche Botschafterin in Estland.

## Leben
Nach dem Abitur studierte Annette Klein Rechtswissenschaften und legte 1986 das Erste Juristische Staatsexamen ab. Im Anschluss trat sie 1987 in den Auswärtigen Dienst ein und war nach Abschluss der Laufbahnprüfung für den höheren Dienst selbst von 1989 bis 1990 Referentin in der Aus- und Fortbildungsstätte des Auswärtigen Amtes in Bonn. Im Anschluss war sie zwischen 1990 und 1992 Referentin an der Ständigen Vertretung der Bundesrepublik Deutschland bei den Vereinten Nationen in New York City sowie daraufhin bis 1994 Ständige Vertreterin des Generalkonsuls in Skopje.
Nachdem Annette Klein von 1994 bis 1996 Referentin für multilaterale technische Zusammenarbeit im Auswärtigen Amt in Bonn war, wurde sie Mitarbeiterin im OSZE-Regionalzentrum Tuzla in Bosnien und Herzegowina und danach zwischen 1997 und 2000 Kulturreferentin an der Botschaft in Mexiko. Nach ihrer Rückkehr wurde sie 2000 zuerst Referentin für die bilateralen Beziehungen mit Belgien, Luxemburg, den Niederlanden und Österreich und dann 2001 Leiterin des Referats 704 (Protokoll) im Auswärtigen Amt in Berlin. Nach einer darauf folgenden Tätigkeit von 2005 bis 2007 als Ständige Vertreterin des Botschafters in Afghanistan, war sie bis 2010 Leiterin des Referats 1-IT im Auswärtigen Amt in Berlin und absolvierte dann einen Jahreskurs in polnischer Sprache.
Von 2011 bis 2014 war Annette Klein Generalkonsulin in Danzig. In dieser Funktion nahm sie am 5. März 2012 an den Gedenkfeierlichkeiten für die sogenannten Kinder von Kamp teil. Bei dem Absturz  einer völlig überladenen Dornier Do 24, der sich am 5. März 1945 an der pommerschen Ostseeküste ereignete, fielen über 70 Kinder zum Opfer, die im Rahmen der Kinderlandverschickung evakuiert werden sollten.
Von 2014 bis 2016 war Annette Klein Generalkonsulin in Dschidda und wechselte dann in gleicher Funktion nach Miami (Florida). Dort blieb sie bis 2019. Nach einer Aufgabe im Auswärtigen Amt übernahm sie Mitte 2022 die Leitung der Botschaft in Tallinn und überreichte am 17. August 2022 dem Staatspräsidenten Alar Karis ihr Beglaubigungsschreiben als deutsche Botschafterin in Estland. Sie amtierte bis Sommer 2025.

## Weblink
Lebenslauf. In: Deutsche Botschaft Tallinn. Abgerufen am 10. November 2022.